# 佐賀県獣医師会
公益社団法人佐賀県獣医師会（こうえきしゃだんほうじんさがけんじゅういしかい 英称 Saga Veterinary Medical Association）は、佐賀県知事所管の佐賀県の獣医師を会員とする公益法人。

## 本部所在地
- 〒840-0814 佐賀県佐賀市成章町2-16

## 業務内容
- 獣医師会員の学術技能向上のための研修会・講習会事業等の実施
- 佐賀県との動物に関する連携事業
- 疾病している野鳥の保護・救護
- 県内各学校で飼われている動物の飼育指導
- 県内各市町村との動物に関する連携事業
- 狂犬病の予防接種・防止活動